# Augustus Brine
Pour les articles homonymes, voir Brine.
Augustus Brine, né en 1769 et mort le 28 janvier 1840 à Boldre, est un contre-amiral de la Royal Navy.
Il a participé aux guerres de la Révolution française, aux guerres napoléoniennes et à la guerre anglo-américaine de 1812.
Il est le fils de James Brine, un amiral qui a combattu notamment à la bataille de la baie de Chesapeake.